# Hans-Peter Briegel
Hans-Peter Briegel (* 11. říjen 1955, Rodenbach) je bývalý německý fotbalista. Hrával na pozici záložníka nebo obránce.
Má tři medaile z vrcholných turnajů: S reprezentací někdejšího Západního Německa získal stříbrnou medaili na mistrovství světa roku 1982 a roku 1986. Zlato získal na mistrovství Evropy 1980. Na tomto turnaji byl zařazen i do all-stars týmu. Hrál též na Euru 1984. Celkem za národní tým odehrál 72 utkání a vstřelil 4 branky.
S klubem Hellas Verona vyhrál v sezóně 1984–85 italskou ligu, se Sampdorií Janov získal jednou italský pohár (1987–88).
Roku 1985 byl vyhlášen Fotbalistou roku Německa. V anketě Zlatý míč, která hledala nejlepšího fotbalistu Evropy, skončil ve stejném roce osmý.
Po skončení hráčské kariéry se stal trenérem. Vedl národní týmy Albánie či Bahrajnu, z klubů například Besiktas Istanbul či Trabzonspor.